# Global Depository Receipt
Ein Global Depository Receipt (GDR), auch  International Depository Receipt (IDR), ist die globale Form des Hinterlegungsscheins (englisch depository receipt) und somit ein Zertifikat, das das Eigentum einer Aktie verbrieft.

## Hintergründe
Ein GDR bezieht sich immer auf eine zugrundeliegende Aktie und bildet einen Bruchteil dieser, genau eine Aktie oder eine Gruppe dieser Aktie ab. Während Optionsscheine meistens das Recht an einer Aktie ohne das Recht auf die Dividende der jeweiligen Aktie verbriefen, so ist dieses Recht bei den GDR enthalten. Durch die Abbildung des Basiswertes (einer zugrundeliegenden Aktie) in einen GDR wird die ansonsten „ausländische“ Aktie zu einem einheimischen Wertpapier. Da es vielen Investoren aufgrund gesetzlicher oder satzungsmäßiger Regelungen nicht gestattet ist, in ausländische Wertpapiere zu investieren, und diese ausländischen Wertpapiere oft gleichzeitig Schwierigkeiten haben, sich außerhalb des Heimatlandes listen zu lassen, ist der Umweg über die GDR eine oft gewählte Variante, um die Aktien eines Unternehmens auch im Ausland zu vermarkten.
Die durch die GDR verbrieften Aktien werden dann über dieses Vehikel gehandelt. Da GDR aufgrund ihrer Struktur sehr aktienähnlich sind, werden Investments in diese oft in z. B. Jahresabschlüssen und Fondsprospekten als normales Investment in herkömmliche Aktien betrachtet.

## Geschichte
Global Depository Receipts wurden nach dem Vorbild der American Depositary Receipts entwickelt.